# Гоголия
Гоголия (лат. Gogolia filewoodi) — единственный вид хрящевых рыб рода гоголий семейства куньих акул отряда кархаринообразных. Эндемик центрально-западной части Тихого океана. Тело коренастое, морда вытянутая. Размножается бесплацентарным живорождением. Вид известен по единственному экземпляру. Опасности для человека не представляет.

## Таксономия
Впервые научное описание этого вида было дано в 1973 году. Типовой образец представляет собой половозрелую беременную двумя зародышами самку длиной 73,9 см, пойманную в 1970 году у берегов Новой Гвинеи на глубине 73 м, в 1 миле к северу от устья реки Гоголии, но названию которой вид получил своё имя.

## Ареал
Точный ареал неизвестен. Вероятно эти акулы являются редкими эндемиками центрально-западной части Тихого океана, обитающими у берегов Папуа Новая Гвинея и Индонезии. Единственная особь была поймана на глубине 73 м. Вероятно эти акулы встречаются на континентальном шельфе у дна, неподалёку от устьев рек.

## Описание
У гоголий плотное тело, несколько «горбатое» в профиль. Длинная морда имеет форму конуса. Длина от кончика носа до рта в 1,6—1,7 раз больше ширины рта. Овальные глаза, вытянуты по горизонтали и оснащены рудиментарным третьим веком. Под глазами имеются выступающие гребни. Рот образует широкую арку, по углам имеются длинные борозды. Pems очень острые, уплощённые. Каждый верхний зуб оснащен острым центральным зубцом и маленькими латеральными зубцами, у нижних зубов латеральные зубцы меньшего размера.
Первый спинной плавник очень длинный, имеет форму паруса и практически равен по длине хвостовому плавнику. Его основание расположено над серединой основания грудных плавников. Второй спинной плавник намного меньше первого. Основание второго спинного плавника расположено немного перед основанием анального плавника. Анальный плавник существенно меньше спинных плавников. Хвостовой плавник с маленькой нижней лопастью, у кончика верхней лопасти имеется вентральная выемка. Окрас серо-коричневый.

## Биология
Подобно прочим представителям семейства куньих акул усатые куньи акулы размножаются бесплацентарным живорождением. В помёте 2 детёныша. Эмбрионы питаются исключительно желтком. Размер неродившихся эмбрионов составляет 22 см.

## Взаимодействие с человеком
Не представляет опасности для человека. Коммерческой ценности не представляет. Возможно, в качестве прилова попадает в рыболовные сети. Данных для оценки статуса сохранности данного вида недостаточно.